# 細鰐䲁
細鰐䲁（學名：Crocodilichthys gracilis），為輻鰭魚綱䲁形目三鰭䲁科鰐䲁屬的一個種，分布於中東太平洋加利福尼亞灣海域，深度10至38公尺，本魚身體細長，頭頂光滑，除了眼睛頂部有幾根弱的刺，眼上無觸鬚，但有極小的乳狀突起，上顎兩側沒有牙齒，側線2段，前段有19-20個管狀鱗片，後段有17-23個缺刻鱗片，鱗片小，頭部、胸部、腹部及胸鰭基部無鱗，側鱗片44-47列。體淡棕褐色或粉紅色，吻部黑色，虹膜上有紅色和黑色條紋，身體有約3縱排雙紅棕色斑點，最下排斑點被沿側中部的白色線紋隔開，尾基部周圍有一條明顯的黑帶，前緣為白色，延伸至鰭基部，尾鰭外側為紅色，中部為乳白色，背鰭硬棘20枚、背鰭軟條12-13枚、臀鰭硬棘2枚、臀鰭軟條25-26枚，體長可達6.4公分，棲息在岩礁區陡坡，以藻類及小型無脊椎動物為食，雌魚產附著性卵在藻類築的巢，雄魚會守護卵，幼魚為浮游性，生活習性不明。